# Droits de l'homme en Afghanistan

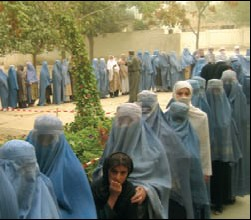
Des femmes vont voter en Afghanistan, en 2004.

La situation des droits de l'homme en Afghanistan est un sujet de controverse et de conflit. Alors que les talibans étaient très bien connus pour de nombreuses violations des droits de l'homme, plusieurs violations continuent d'avoir lieu sous le gouvernement post-taliban.

## Liberté d'expression et de la presse
Le gouvernement limite la liberté de presse, les médias restent sensiblement détenus par l'État.

## Liberté de religion
La religion officielle du pays est l'islam, les autres religions sont tolérées mais le prosélytisme est interdit.

## Droits des femmes
La Constitution du régime post-taliban garantit l'égalité en droits pour les hommes et les femmes. Les femmes sont autorisées à travailler et s'engager dans la vie politique. La prégnance de la culture rend l'égalité purement théorique.

## Droits LGBT
L'homosexualité, qui était un crime capital sous les talibans, semble avoir été réduit à un crime puni par de longues peines d'emprisonnement[pas clair].